# Alvito (Portugalia)
Alvito – miejscowość w Portugalii, leżąca w dystrykcie Beja, w regionie Alentejo w podregionie Baixo Alentejo. Miejscowość jest siedzibą gminy o tej samej nazwie.

## Demografia
| Liczba ludności gminy Alvito (1801–2011) | Liczba ludności gminy Alvito (1801–2011) | Liczba ludności gminy Alvito (1801–2011) | Liczba ludności gminy Alvito (1801–2011) | Liczba ludności gminy Alvito (1801–2011) | Liczba ludności gminy Alvito (1801–2011) | Liczba ludności gminy Alvito (1801–2011) | Liczba ludności gminy Alvito (1801–2011) | Liczba ludności gminy Alvito (1801–2011) | Liczba ludności gminy Alvito (1801–2011) |
| ---------------------------------------- | ---------------------------------------- | ---------------------------------------- | ---------------------------------------- | ---------------------------------------- | ---------------------------------------- | ---------------------------------------- | ---------------------------------------- | ---------------------------------------- | ---------------------------------------- |
| 1801                                     | 1849                                     | 1900                                     | 1930                                     | 1960                                     | 1981                                     | 1991                                     | 2001                                     | 2004                                     | 2011                                     |
| 1079                                     | 4569                                     | 3065                                     | 4556                                     | 4 850                                    | 2968                                     | 2650                                     | 2688                                     | 2708                                     | 2 504                                    |

## Sołectwa
Sołectwa gminy Alvito (ludność wg stanu na 2011 r.):
- Alvito – 1259 osób
- Vila Nova da Baronia – 1245 osób